# کتابخانه بادلین

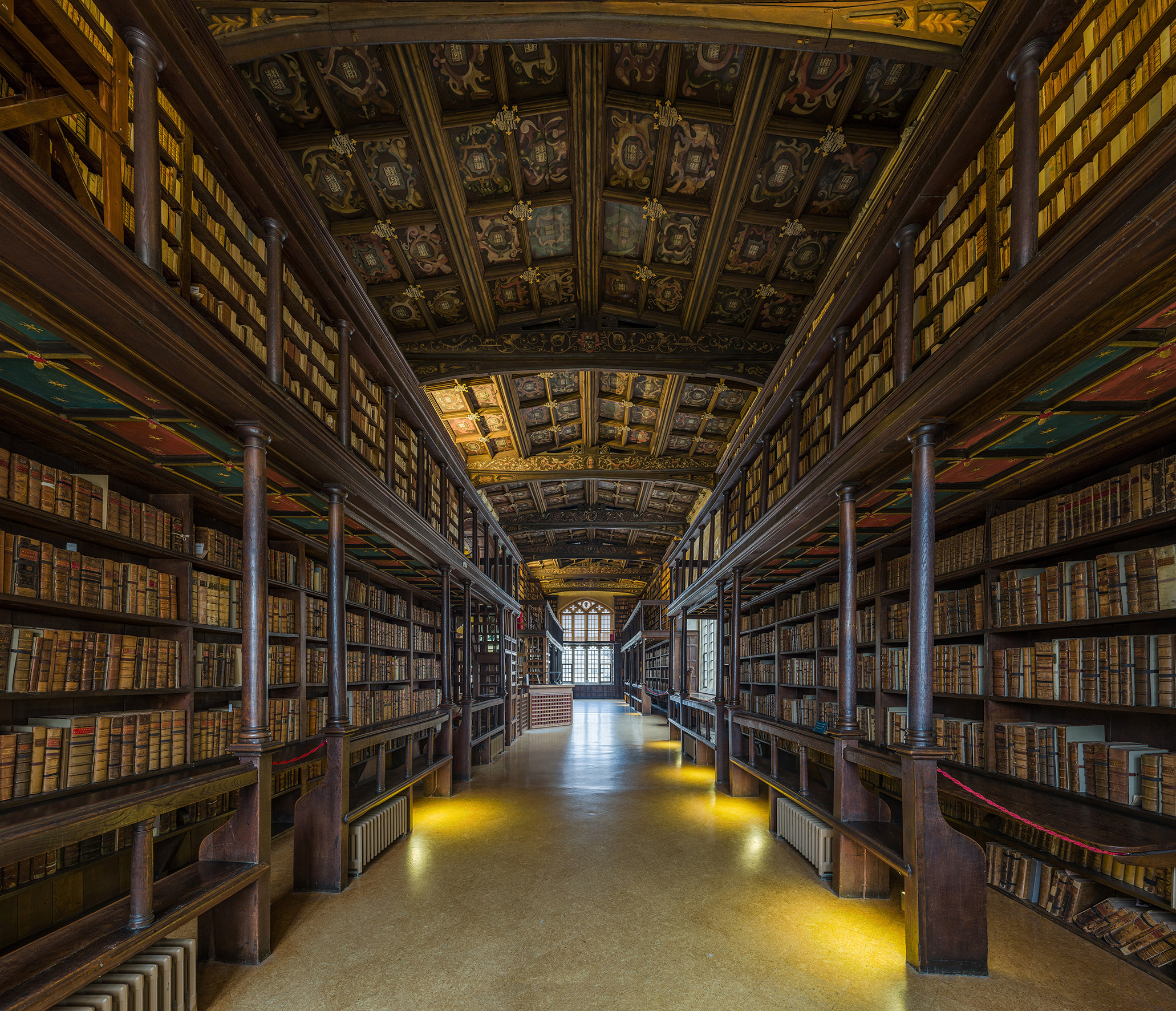
نگاره‌ای از اتاق مطالعهٔ دوک هامفری (en) در کتابخانهٔ بادلین واقع در دانشگاه آکسفورد

کتابخانهٔ بادلین یا کتابخانهٔ بادلیان (به انگلیسی: Bodleian Library) کتابخانهٔ اصلی دانشگاه آکسفورد انگلستان است. این کتابخانه بعد از کتابخانهٔ بریتانیا دومین کتابخانهٔ بزرگ انگلستان از نظر مجموعه است. کتابخانهٔ بادلین دارای مجموعه‌ای در حدود ۳٬۴۰۰٬۰۰۰ کتاب و حدود ۴٬۱۶۸ متر نسخهٔ خطی و ۱۸٬۵۰۰ فقره فرمان و سند و قباله است. این کتابخانه در سال ۱۵۹۸ میلادی بنیان‌گذاری شد و در ۱۶۰۲ درهای آن به روی عموم گشوده شد. تأسیس آن رویدادی بزرگ در روند فرهنگی و نهضت کتابخانه‌ایِ سدهٔ هفدهم میلادی به‌شمار می‌آمد.

## تاریخچه
در سال ۱۹۵۸ سر توماس بادلی (۱۵۴۵–۱۶۱۳) سیاستمدار و استاد رشته فلسفه طبیعی آکسفورد، به معاون کتابخانه آکسفورد نوشت که خیال دارد کتابخانه عمومی قدیمی آکسفورد را که تاریخچه آن به قرن ۱۴ می‌رسد و از بین رفته بود برای استفاده دانشگاه مرمت کند. بر مبنای این طرح و تماسهایی که با افراد مختلف برای دریافت کمک هزینه و گردآوری کتاب برقرار کرد، توانست در سال ۱۶۰۲ کتابخانه را با مجموعه‌ای حدود دو هزار جلد رسماً برای استفاده دانشگاه باز نماید. در سال ۱۹۱۰ وقتی که امتیاز واسپاری کتاب به کتابخانه تعلق گرفت، کتابخانه با کمبود جا مواجه شد و در نتیجه چندین کتابخانه اختصاصی در سالهای مختلف به آن اضافه شد تا اینکه در سال ۱۹۳۹ ساختمان جدید کتابخانه آکسفورد به اتمام رسید و مجموعه اصلی و خدمات فنی به آنجا منتقل شد؛ بنابراین این کتابخانه اخیراً ساختمان دیگری را که بین کتابخانه قدیم و جدید قرار دارد نیز به کتابخانه اختصاص داد. از این گذشته ساختمان‌های دیگری نیز اختصاصاً برای کتابخانه دانشکده‌های مختلف ساخته شده است.

## محتوا
توماس بادلی با پایه‌گذاری کتابخانه به گردآوری منابع خاورشناسی پرداخت. در میان این آثار باید به مجموعه نسخه‌های خطی بسیار نفیس عربی، شماری نسخه‌های خطی فارسی که بیشترین و مهم‌ترین آنها مزین به نگارگریهای ایرانی و هندی است، و شماری متون خطی ترکی، اردو، مالایایی و چند زبان شرقی دیگر اشاره کرد.

## گسترش در امروز
کتابخانه بادلین همزمان با گسترش علاقه به خاورشناسی در قرن هفدهم ایجاد شد، و حاصل آن وجود مجموعه بزرگی از آثار چاپی خاورشناسان انگلیسی و اروپایی در کتابخانه است. امروزه کتابها و نشریاتی که به زبانهای اروپایی در اغلب زمینه‌های تاریخی و فرهنگی جهان اسلام انتشار می‌یابد، مرتباً به کتابخانه افزوده می‌شود. کتابخانه بادلین، همچون کتابخانه بریتانیا قانوناً یک کتابخانه واسِپاری به حساب می‌آید و از امتیاز ویژه دریافت نسخ رایگان برخوردار است و این باعث توسعه دائمی آن شده است. بر شمار کتابهای چاپی عربی، فارسی و ترکی آن نیز دائماً افزوده می‌شود، و با اینکه در این زمینه تأکید بیشتر بر رشته‌های علوم قدیم است، آثار نویسندگان جدید سرشناس نیز از نظر دور نمی‌ماند.
گنجینه عظیم این کتابخانه که غنی‌ترین مجموعه کتابخانه‌های دانشگاهی انگلستان دانسته می‌شود و در مقام مقایسه با مجموعه سایر کتابخانه‌های این کشور، در مرتبه دوم، یعنی پس از کتابخانه بریتانیا قرار دارد، در طول قریب به چهار قرن رشد چشمگیری داشته است. این مجموعه که در بدو تأسیس در ۱۶۰۲ بالغ بر ۲۰۰۰ جلد بود، در اواسط دهه ۱۹۹۰ مشتمل بر شش میلیون جلد کتاب چاپی و ۱۴۴۳۰۰ جلد نسخه خطی بود. اکنون تعداد نسخ خطی فارسی به ۲۵۳۰ نسخه، یعنی به کمی بیش از شمار نسخ خطی عربی، می‌رسد. حدود هفت هزار کتاب چاپی فارسی نیز در بادلین نگهداری می‌شود.